# Ismail ibne Hamade Aljauari
Ismail ibne Hamade Aljauari (Ismail ibn Hammad al-Jawhari; morto c. 1003–1010) foi um sábio e lexicógrafo turco muçulmano de Farabe. Estudou árabe em Hijaz, mudando-se para Nixapur, onde começou a escrever seu livro al-Sihah. Em 1729, a obra foi traduzida para turco, sendo o primeiro livro impresso em papel usando a prensa móvel de Ibraim Muteferrica na Era Otomana. De acordo com registros históricos, tentou voar usando duas asas de madeira e uma corda. Pulou do teto de uma mesquita em Nixapur e flutuou por algum tempo, antes de adentrar em uma queda mortal. Outros estudiosos, no entanto, afirmam que simplesmente caiu do telhado de sua casa por acidente.